# Louis Joseph Isnard Desjardins
Louis Joseph Isnard Desjardins, född 1814 i Paris, död 1894 på samma ställe, var en fransk gravör.
Desjardins var lärjunge till Antoine Jean Gros. Han var till en början historiemålare, övergick därpå till gravyren och utförde förtjänstfulla stick efter gamla mästare samt uppfann 1845 kromotypografin ("gravure Desjardins") och utförde i färglagd gravyr tryck, som blev mycket populära, efter målningar av Decamps, Hubert, med flera.